# Szjevjerodoneck község
Szjevjerodoneck község (ukránul: Сіверськодонецька міська громада) község, önálló önkormányzattal rendelkező alapfokú közigazgatási egység (község, ukránul hromada) Ukrajna Luhanszki területének Szjevjerodonecki járásában.
A község területe 706,1 km², lakossága 2020-as adatok alapján 117 886 fő.
A községet a 2020-as ukrajnai közigazgatási reform során június 12-én alakították meg a Szjevjerodonecki Városi Tanács, valamint a megszüntetett Kreminnai járás három települése és szintén megszüntetett Novoajdari járás két települése tanácsainak összevonásával. A község önkormányzati testülete a Szjevjerodonecki Városi Tanács. Az ukrajnai háború miatt 2020 augusztusától a község közigazgatási feladatait ideiglenesen a Szjevjerodonecki Katonai-polári Adminisztráció látja el, vezetője Olekszandr Szerhijevics Sztrjuk.

## Települések
A községet egy város, négy városi típusú település, 12 falu és 3 településrész alkotja.

### Város
- Sziverszkodoneck

### Városi jellegű település
- Borivszke
- Metyolkine
- Szirotine
- Voronove

### Falvak
- Borove
- Borovenki
- Csabanyivka
- Havrilivka
- Jepifanyivka
- Nizsnyij Szuhogyil
- Nova Asztrahany
- Olekszandrivka
- Oszkolonyivka
- Purgyivka
- Szmoljaninove
- Vojevigyivka

### Településrészek
- Liszna Dacsa
- Szineckij
- Pavlohrad